# Joe DiMaggio
Joseph Paul DiMaggio (Martinez, Kalifornia, 1914. november 25. – Hollywood, Florida, 1999. március 8.), becenevén „Joltin’ Joe” és „A Yankee klipper”, amerikai középkülsős, aki 13 évnyi karrierje során végig a New York Yankees csapatában játszott a Major League Baseballban. Szicíliai olasz bevándorlók gyermekeként született Kaliforniában, és széles körben minden idők egyik legnagyobb baseballjátékosának tartják. 56 meccses ütőszériája volt (1941. május 15. – július 16.), aminek rekordja még mindig áll.
DiMaggio háromszoros Legértékesebb Játékos-díjas volt, és mind a 13 szezonjában All Star-játékos volt. A Yankeesnél töltött idő alatt a klub tízszer nyerte meg az Amerika Ligát, illetve kilencszer a World Seriest. Amikor az 1951-es szezon után visszavonult, az ötödik helyen állt a karrierje során elért hazafutások (361) és a hatodik helyen a karrierje során elért súlyozott ütőátlag (.579) szerint. 1955-ben testvérei, Vince (1912–1986) és Dom (1917–2009) szintén Major League-középkülsősök voltak. 
Marilyn Monroe-val kötött házasságuk után arra akarta kényszeríteni a nőt, hogy hagyjon fel karrierjével és legyen háziasszony. Mikor Marilyn ezt visszautasította, DiMaggio brutálisan megverte.[forrás?]

## Élete
DiMaggio 1914. november 25-én született Giuseppe Paolo DiMaggio néven a kaliforniai Martinezben, Giuseppe (1872–1949) és Rosalia (született Lucido; 1878–1951) DiMaggio olasz bevándorlók hét gyermeke közül a hatodik, akik a szicíliai Isola delle Femmine szigetén születtek. A Paolo nevet apja, Giuseppe kedvenc szentje, Szent Pál után kapta.

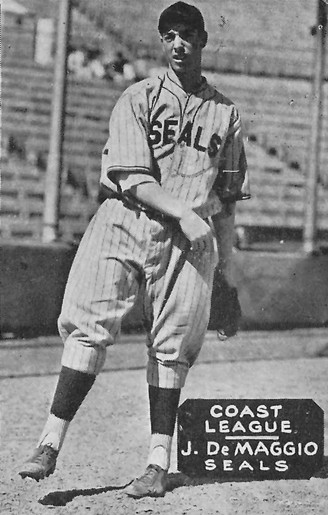
DiMaggio baseballkártyája a San Francisco Seals csapatában, 1933–36 körül

Giuseppe halász volt, mint előtte a DiMaggiók generációi. Joe nevű bátyjának, Tomnak Maury Allen életrajzírónak adott nyilatkozatai szerint Rosalia apja azt a tanácsot írta neki, hogy Giuseppe jobban meg tud élni Kaliforniában, mint szülőfalujukban, ami az északnyugati szicíliai faluban, Palermo megyében van.
Az Ellis-szigeten történő kitoloncolás után Giuseppe végigjárta Amerikát, és végül a kaliforniai Pittsburgben, a San Francisco-öböl keleti oldalán, Rosalia apja közelében telepedett le. Négy év után elég pénzt keresett ahhoz, hogy a pénzt elküldhesse Olaszországba Rosaliának és lányának, aki azután született, hogy Rosalia az Egyesült Államokba ment.
Giuseppe azt remélte, hogy mind az öt fia halász lesz. DiMaggio visszaemlékezett, hogy bármit megtett volna, hogy ne kelljen az apja hajóját tisztítania, mert a döglött halak szaga undorítóan hatott rá. Giuseppe „lustának” és „semmirekellőnek” nevezte őt. DiMaggio nem fejezte be a Galileo Középiskolát, ehelyett alkalmi munkákat vállalt, többek között újságokat árult, dobozokat pakolt egy raktárban, és egy narancslégyárban dolgozott.
DiMaggio félprofi játékos volt, az idősebbik bátyja, Vince, aki a Pacific Coast League (PCL) San Francisco Seals csapatában játszott, rábeszélte menedzserét, hogy DiMaggio helyettesíthesse őt a beállós poszton. Joe DiMaggio 1932. október 1-jén debütált a profik között. 1933. május 27. és július 25. között 61 egymást követő mérkőzésen ütött biztonságosan, ami PCL-rekord, és a második leghosszabb az egész Minor League Baseball történetében. 1933. július 25. „A baseball addig nem igazán került bele a szívembe, amíg le nem ütöttem ezt az ütőszériát" – mondta. "A napi egy találat megszerzése fontosabbá vált számomra, mint az evés, az ivás vagy az alvás.”
1934-ben DiMaggio a pályafutását veszélyeztető térdsérülést szenvedett, amikor elszakadtak a térdszalagjai, miközben kiszállt egy iránytaxiból. Bill Essick, a New York Yankees játékosmegfigyelője, aki meg volt győződve arról, hogy a sérülés meg fog gyógyulni, sürgette a klubját, hogy adjon neki még egy esélyt. Miután DiMaggio novemberben átesett egy orvosi vizsgálaton, a Yankees 50 000 dollárért és öt játékosért megvásárolta a szerződését. Az 1935-ös szezonban is a Sealsnél maradt, és .398-as ütőátlagot, 154 beütött futást (RBI) és 34 hazafutást ért el. Csapata megnyerte az 1935-ös PCL bajnoki címet, DiMaggiót pedig a liga legértékesebb játékosának választották.

## Második világháború
DiMaggio 1943. február 17-én vonult be az Amerikai Egyesült Államok légierejébe, ahol őrmesteri rangot ért el. A kaliforniai Santa Anában, Hawaiin és a New Jersey-i Atlantic Cityben állomásozott testnevelő tanárként. 1945 szeptemberében egészségügyi leszereléssel bocsátották el, krónikus gyomorfekély miatt. A havi 21 dolláros fizetésen kívül DiMaggio szolgálata olyan kényelmes volt, amennyire egy katona élete csak lehetett. Katonai pályafutása nagy részét azzal töltötte, hogy baseballcsapatokban és bemutató mérkőzéseken játszott a Major Leaguebeli és kisebb ligás játékosok ellen, a felettesek pedig különleges kiváltságokat biztosítottak neki a háború előtti hírneve miatt. DiMaggio olyan jól evett a kizárólag sportolóknak fenntartott diétás ételekből, hogy 10 kilót hízott, és amíg Hawaiin volt, ő és a többi játékos többnyire a tengerparton napozott és ivott. Mivel szégyellte az életmódját, DiMaggio kérvényezte, hogy harci beosztást kapjon, de elutasították.

## Halála

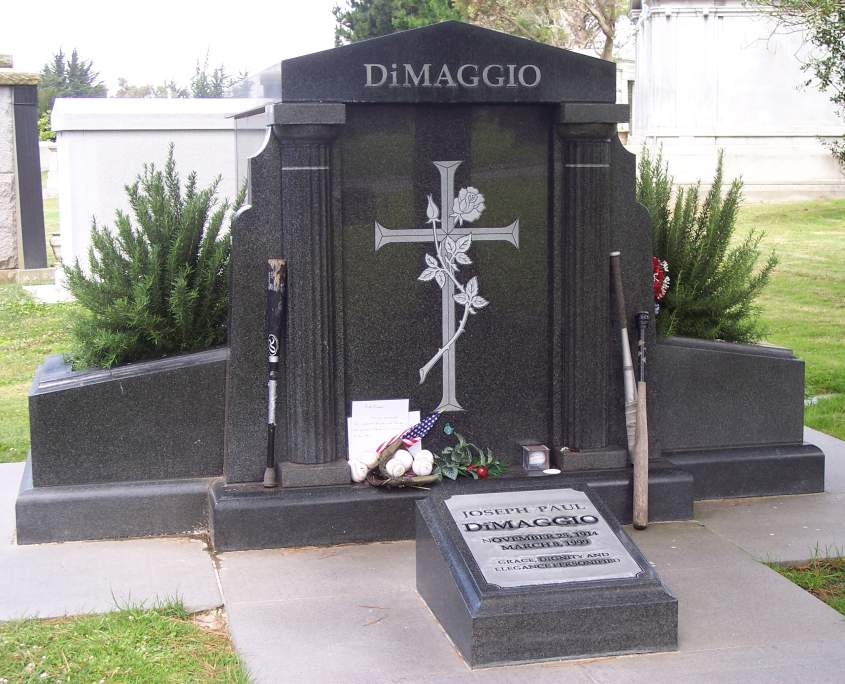
DiMaggio sírja a colmai Holy Cross temetőben (Kalifornia)

DiMaggio, aki felnőtt élete nagy részében erős dohányos volt, 1998. október 12-én a floridai Hollywoodban működő Memorial Regional Kórházba került tüdőrákműtéttel, és 99 napig kezelték. 1999. január 19-én ment haza, és 84 éves korában meghalt.
DiMaggio temetésére 1999. március 11-én került sor a San Franciscó-i Szent Péter és Pál római katolikus templomban; a kaliforniai Colma városában lévő Holy Cross temetőben temették el. DiMaggio fia még ugyanebben az évben augusztusban, 57 éves korában hunyt el.